# Richard Lewis
Richard Philip Lewis (ur. 29 czerwca 1947 w Nowym Jorku, zm. 27 lutego 2024 w Los Angeles) – amerykański aktor charakterystyczny, komik i pisarz. Zyskał rozgłos w latach 80. i zasłynął ze swojego czarnego i neurotycznego humoru.

## Życiorys

### Wczesne lata
Urodził się w Brooklynie w Nowym Jorku w rodzinie żydowskiej jako syn Blanche, aktorki w teatrze lokalnym, i Williama „Billa” Lewisa, współwłaściciela Ambassador Caterers w pobliskim Teaneck w New Jersey. Był najmłodszym z trójki rodzeństwa – miał starszą siostrę Janet (ur. 1938) i brata Roberta (ur. 1941). Wychowywał się w Englewood w New Jersey, gdzie w 1965 ukończył Dwight Morrow High School. W 1969 uzyskał tytuł licencjata w dziedzinie administracji biznesowej w marketingu na Uniwersytecie Stanu Ohio.

### Kariera
W 1971 po raz pierwszy spróbował stand-upu przy otwartym mikrofonie w Greenwich Village. W 1972 zaczął pisać skecze i regularnie występować w stand-upach, na co dzień pracując jako copywriter w agencji reklamowej. W połowie lat 70. gościł się w programie The Tonight Show. Jego inspiracją byli Richard Pryor, Buster Keaton, Woody Allen i Lenny Bruce. W komedii telewizyjnej NBC Dziennik młodego komika (Diary of a Young Comic, 1979) zagrał postać młodego nowojorskiego komika Billy’ego Goldsteina, który przybywa do Los Angeles w poszukiwaniu sławy i fortuny.
Od 7 marca 1989 do 3 czerwca 1992 występował w roli Marty’ego Golda w sitcomie ABC Wszystko prócz miłości (Anything But Love) u boku Jamie Lee Curtis. W komedii Mela Brooksa Robin Hood: Faceci w rajtuzach (1993) wcielił się w rolę księcia Jana. W 2006 był nominowany do Nagrody Gildii Aktorów Ekranowych za występ w sitcomie HBO Pohamuj entuzjazm (2000–2024).

## Życie prywatne
W 1998 na przyjęciu z okazji premiery albumu Ringo Starra poznał Joyce Lapinsky, kiedy pracowała w wydawnictwie muzycznym. Zaręczyli się w 2004, a rok później 2 stycznia 2005 zawarli związek małżeński.

### Problemy zdrowotne i śmierć
Lewis w wywiadach twierdził, że cierpi na zaburzenia odżywiania wynikające z dysmorfofobii. Ponadto otwarcie opowiadał o swoich zmaganiach z alkoholem, narkotykami i depresją. W kwietniu 2023 Lewis ogłosił, że dwa lata wcześniej zdiagnozowano u niego chorobę Parkinsona. 27 lutego 2024 zmarł na atak serca w swoim domu w Los Angeles w wieku 76 lat.

## Filmografia

### Filmy
- 1993: Robin Hood: Faceci w rajtuzach jako książę Jan
- 1995: Zostawić Las Vegas jako Peter
- 2005: Confessions of an Action Star – w roli samego siebie
- 2012: Wampirzyce jako Danny
- 2017: Sandy Wexler jako świadek

### Seriale
- 1986: Riptide jako Andrew Fitzsimmons Carlton III
- 1994: Opowieści z krypty jako Vern
- 1996–2015: The Daily Show – w roli samego siebie
- 1999: Herkules jako Nerwica (głos)
- 1999: V.I.P. jako Ronald Zane
- 2000–2024: Pohamuj entuzjazm – w roli samego siebie
- 2002: Lekarze marzeń jako Francis Weinod
- 2002–2004: Siódme niebo jako Rabbi Richard Glass
- 2003: Agentka o stu twarzach jako Mitchell Yaeger
- 2004: Dwóch i pół jako Stan
- 2005: Las Vegas jako Stan
- 2006: Wszyscy nienawidzą Chrisa jako Kris
- 2006: Simpsonowie jako Golem (głos)
- 2008: Prawo i porządek: sekcja specjalna jako sportowiec Larry (głos)
- 2009: Detoks jako Henry
- 2009–2010: Dopóki śmierć nas nie rozłączy jako Miles Tunnicliff
- 2011: Pound Puppies: Psia paczka jako Kumpel (głos)
- 2015: Pogadanki Blunta jako dr Weiss
- 2016: Code Black: Stan krytyczny jako Stewart Gough
- 2018: BoJack Horseman jako Ziggy Abler (głos)